# Tranz Am
《Tranz Am》是Ultimate Play the Game开发与发行的动作游戏，1983年登陆ZX Spectrum平台。游戏背景为后末世的美国，玩家驾驶赛车，寻找散落各地的八座Ultimate奖杯。
游戏使用支持唯讀記憶體（ROM）的Interface 2外设，读取速度远快于普通磁带媒介。游戏所获评价总体正面：评论称赞游戏画面优秀、操作简单，但批评者称界面令人迷惑。

## 玩法

左侧状态区显示美国本土地图、油量表、码表和生命数

游戏设定于3472年的后末日美国。玩家的任务是驾车寻找散落于全国各地的八座Ultimate奖杯。汽油供应短缺，玩家需要不断寻找的加油站。
游戏画面为俯视视角。玩家驾驶汽车寻找奖杯的同时，要绕过障碍物（树木、巨石、废墟等），并躲避冲撞玩家的神风突击车。玩家油量供应有限，必须定期前往油泵加油。游戏地图有隐形的边界，玩家车辆抵达边界时会自动转向。
左侧界面为状态信息，包括标有重要城市的美国本土地图、油量表、速度表、残余生命、引擎温度。所有重要城市都有至少一个加油站。汽车速度过快或行驶过远时，汽车会因温度过高而减速。因此玩家必须控制车速，甚至停车等待引擎冷却。

## 開發
《Tranz Am》的程序由克里斯·斯坦珀编写，画面由吉姆·斯坦珀设计。《Tranz Am》是少數使用Interface 2外設的Spectrum遊戲。該外設使用唯讀記憶體（ROM）；与讀取時間數分鐘的磁带相比，該系統可以「瞬間」讀取遊戲。遊戲可在16K或48K内存的Spectrum上執行。
《Tranz Am》1983年7月在英国发行。

## 评价
游戏发售时获得好评。《电脑与电子游戏》称赞游戏操控良好且易上手，初次尝试也能轻松熟悉情况。《家庭电脑周刊》认为游戏总体而言欲罢不能，但称游戏没有兑现包装上的承诺。《流行电脑周刊》的西蒙·莱恩称游戏声画表现品质极高，且是Ultimate众多游戏中的原创作品。但莱恩批评界面设计不佳，玩家称很难一次关注到所有内容。他还称集齐全部奖杯后只有一段祝贺消息，这种奖励机制很难吸引玩家重玩游戏。《你的电脑》杂志赞誉游戏程序「成就杰出」，玩家游玩区域面积是屏幕显示范围的600余倍。
《Tranz Am》曾超越Ultimate首款游戏《Jet Pac》，登上WH史密斯ZX Spectrum榜单首位。